# セグージョ・イタリアーノ・ア・ペロ・ラソ

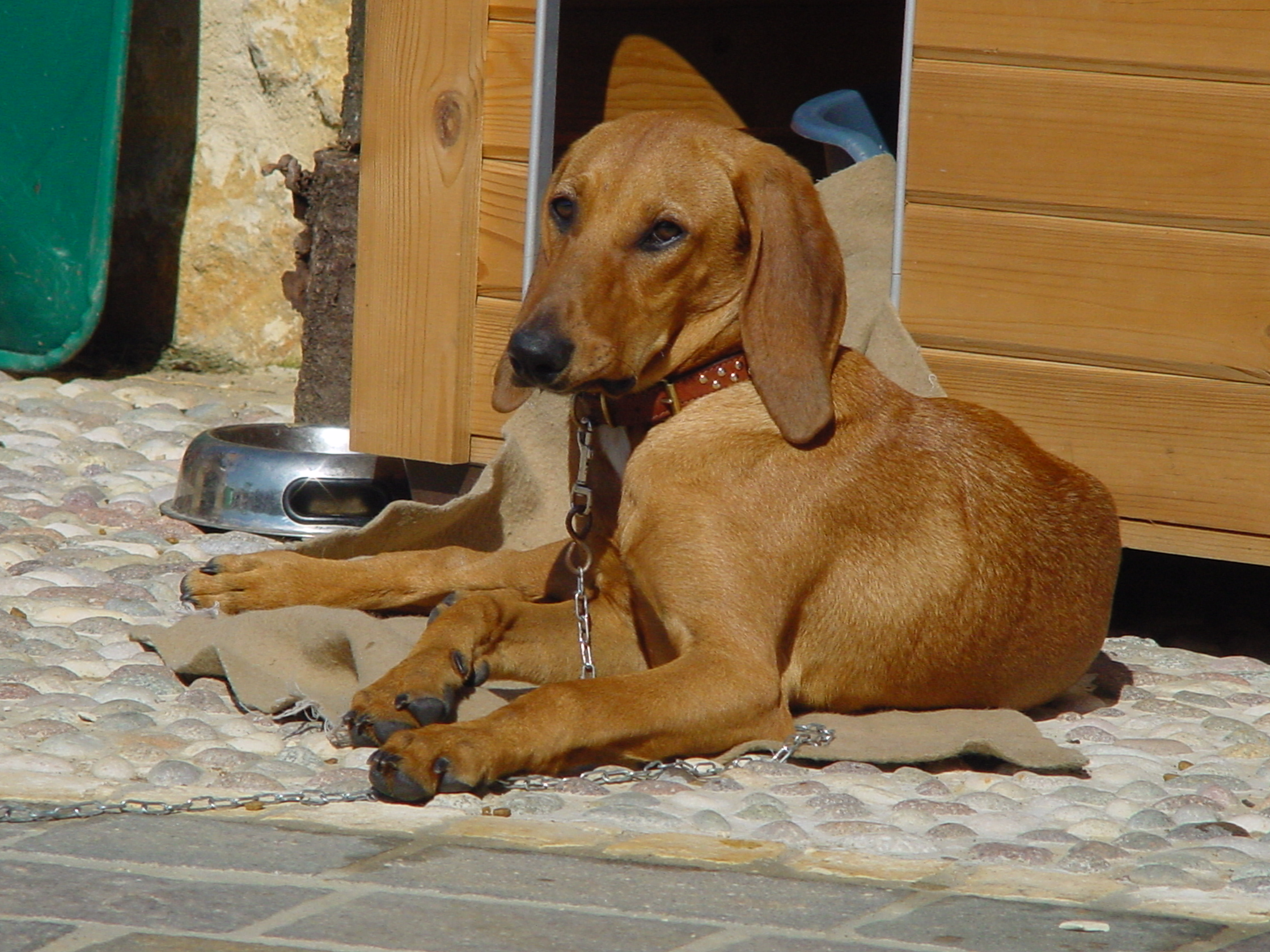
セグージョ・イタリアーノ・ア・ペロ・ラソ

セグージョ・イタリアーノ・ア・ペロ・ラソ（英：Segugio Itailano a Pelo Raso）は、イタリア原産のセントハウンド犬種のひとつである。別名ショートヘアード・イタリアン・ハウンド（英：Short-haired Itailan Hound）。セグージョ・イタリアーノの短毛のほうの犬種で、愛好家からは単にラソとも呼ばれている。

## 歴史
紀元1世紀ごろ、フェニキア人がイタリアへもたらしたサイトハウンド犬種（チズムともいわれているが、詳細は不詳）と、古代ケルト系のセントハウンドを掛け合わせて作出された。
主にイノシシやシカといった大型哺乳類を狩るのに用いられていた。パックで獲物の臭いを追跡し、発見すると勇敢に立ち向かい、自ら仕留めた。
ルネサンス時代に最盛期を迎えたが、その後イノシシの減少や他犬種の人気に押され、衰退してしまった。しかし、ラソは多くのブラッケ犬種（ヨーロッパ系のセントハウンドの一種）の先祖となっており、20世紀に入るとその良さや存在が再認識され、犬種クラブが結成されて保護が行われるようになった。近年はショードッグとしても注目され、イタリア国外でも飼育されるようになった。今日も猟犬として多く飼育されており、ペットとして飼育されているものは稀である。

## 特徴
筋肉質の引き締まった体つきをしたセントハウンドである。頭部の形は古代ケルト系のセントハウンドのもので、マズルはやや長い。首と脚も長く、走るのが速い。胸は深く、耳は長い垂れ耳、尾は飾り毛のない先細りの垂れ尾。コートは滑らかなスムースコートで、毛色はフォーンやイエローなど。体高52〜58cm、体重18〜28kgの中型犬で、性格は主人家族に忠実で従順、温和で優しいが、独立心が強く頑固な猟犬気質も併せ持っている。しつけは従順に受け入れるが、自分より上位であるとみなしたもののしつけ以外は受け付けない。猟犬としては粘り強く勇敢、家庭犬としては家族に対し優しいのが長所である。しかし、猟犬であるため運動量が非常に多く、都心での飼育は難しい。かかりやすい病気は股関節形成不全や関節疾患、外耳炎などがある。